# Мєднікова Марія Борисівна
Марія Борисівна Мєднікова (нар. 24 листопада 1963, Москва) — російська вчена,антрополог, провідний науковий співробітник Відділу теорії та методики Інституту археології РАН, доктор історичних наук, лауреатка премії імені М. М. Миклухо-Маклая (2005).

## Життєпис
1986 року закінчила біологічний факультет МДУ за кафедрою антропології, 1991 року — аспірантуру там само (наукова керівниця академік Т. І. Алексєєва). З 1984 року вона брала участь в експедиціях по центральних регіонах Росії, Сибіру, регіонах на північ від Чорного моря, Єгипті та Сирії.
ВІд 1991 року працює в Інституті археології РАН пройшовши шлях від старшої лаборантки до провідного наукового співробітника.
1993 року захистила кандидатську дисертацію на тему «Антропологія давнього населення Південного Сибіру за даними посткраніального скелета (у зв'язку з проблемами палеоекології)». 2002 року захистила докторську дисертацію «Трепанації у стародавніх народів Євразії як історичне джерело».
Від 2005 року кереє аспірантами ІА РАН; протягом 2006—2013 років — професор Московського державного психолого-педагогічного університету (курс лекцій «Антропологія»).

## Наукова діяльність
Наукові інтереси: біоархеологічні реконструкції за даними антропології, морфологія людини, еволюційна антропологія, маніпуляції з людським тілом у давнину.
Член Європейської асоціації археологів (1999—2000); член Російського відділення Європейської антропологічної асоціації (від 1991) та Російського товариства істориків медицини (1999—2002); член Європейського товариства з вивчення еволюції людини (ESHE); член Міжнародної палеопатологІчної асоціації (від 1994), член Товариства американської археології (від 2008 року); член Археологічного інституту Америки (2010).
Входить до складу редколегії журналу «Вісник Московського університету». Серія 23. (від 2008), періодичного видання «OPUS: міждисциплінарні дослідження в археології» (від 2000).
Член оргкомітетів міжнародних конференцій: «Сунгірський семінар» (Англія, 2004); «Екологія і демографія людини в минулому і сьогоденні» (Москва, 2004); «Адаптація як фактор формування антропологічної своєрідності давнього і сучасного населення Євразії (пам'яті академіка РАН Т. І. Алексєєвої)» (Москва, 2008).
Авторка близько 320 наукових публікацій.

### Монографії
- Медникова М. Б. Древние скотоводы Южной Сибири: палеоэкологическая реконструкция по данным антропологии / Институт археологии РАН. — М. : ИА РАН, 1995. — 216 с. — 400 екз.
- Медникова М. Б. Трепанации у древних народов Евразии / Отв. ред.: Т. И. Алексеева. — М. : Научный мир, 2001. — 304, [16] с. — ISBN 5-89176-162-9.  [Архівовано 27 березня 2020 у Wayback Machine.]
- Медникова М. Б. Трепанации в древнем мире и культ головы. — М. : Алетейа, 2004. — 208 с. — (Vita memoriae). — 2000 екз. — ISBN 5-98639-002-4.
- Медникова М. Б. Неизгладимые знаки: Татуировка как исторический источник. — М. : Языки славянской культуры, 2007. — 216 с. — (Studia naturalia). — ISBN 5-9551-0211-6.
- Медникова М. Б. Посткраниальная морфология и таксономия представителей рода Homo из пещеры Окладникова на Алтае. — Новосибирск, 2011.

## Нагороди
- 2005 — Премія імені М. М. Миклухо-Маклая РАН: за монографію «Трепанація у стародавніх народів Євразії»